# Macrostylophora menghaiensis
Macrostylophora menghaiensis är en loppart. Macrostylophora menghaiensis ingår i släktet Macrostylophora och familjen fågelloppor. Utöver nominatformen finns också underarten M. m. yunnanica.